# Université Paris-Saclay
Université Paris-Saclay, också känt som UPS, är ett franskt offentligt universitet och forskningsinstitut beläget i Île-de-France.
UPS grundades 2014. Undervisningen är både teoretisk och praktisk. 
UPS är framstående inom sina sex verksamhetsområden arkitektur, ingenjörsvetenskap, humaniora, konst, samhällsvetenskap och medicin. Sammanlagt 3 nobelpristagare kommer från UPS (2015).
Sedan oktober 2023 är universitetet partner till IPSA för dubbla examina inom flyg- och rymdfart.

## Medlemmar
- École normale supérieure Paris-Saclay
- ENSTA Paris
- Institut des sciences et industries du vivant et de l'environnement
- École Centrale Paris
- ENSAE Paris
- Télécom Paris
- École polytechnique
- SupOptique
- HEC Paris
- Université Paris-Sud
- Versailles universitet